# Woody Mann
Woody Mann (* 30. Dezember 1952 in New York; † 27. Januar 2022 ebenda) war ein Gitarrist der Stilrichtungen Blues, Country-Blues, Ragtime, Gospel und Swing. Er war einer der international bekanntesten und besten Fingerpicking-Gitarristen seines Genres.

## Leben und Wirken
Mann erlernte das Gitarrenspiel bei Gary Davis und dem wie Davis ebenfalls erblindeten Jazzpianisten Lennie Tristano aus Chicago; daneben war er Absolvent der New Yorker Juilliard School of Music. Indem Mann die Stile Jazz, Blues, Klassik und World Music stark miteinander verschränkte, fand er schließlich einen eigenen Stil.
Erfolgreich war der Musiker auch als Lehrer; er veröffentlichte zahlreiche Gitarren-Schulen, Lehrbücher und -videos und hielt Workshops und internationale Gitarren-Seminare ab. Zu seinen Schülern gehörte unter anderem Paul Simon.

## Diskografie
- Together in Las Vegas (mit John Cephas und Orville Johnson)
- 1994: Stories (Greenhays Recordings)
- 1995: Stairwell Serenade (Acoustic Music Records)
- 1997: Heading Uptown (Shanachie Records)
- 1998: When I've Got the Moon (mit Susanne Vogt)
- 1999: Get Together (mit Bob Brozman; Acoustic Music Records)
- 1999: Been Here and Gone (mit Son House und Jo Ann Kelly; Catfish Records/Acoustic Music Records)
- 2005: Road Trip (Acoustic Music Records)
- 2005: Waltz for Joy (mit Susanne Vogt; Acoustic Music Records)
- 2009: Out of the Blue (mit Susanne Vogt; Acoustic Sessions Recordings)
- 2010: Donna Lombarda (mit Duck Baker, Bob Brozman, Edward Gerhard, Massimo Gatti; Barcode Records)
- 2013: A Tribute to the Reverend (Acoustic Sessions Recordings)

## Videos
- Art of Acoustic Blues – The Basics
- Art of Acoustic Blues – Fretboard Logic
- Art of Acoustic Blues – Ragtime and Gospel
- Art of Acoustic Blues Guitar – Handful Of Riffs
- Art of Acoustic Blues Guitar – Early Roots
- Art of Acoustic Blues Guitar – Do That Guitar Rag
- Woody Mann & Jamie Findlay in Concert
- Fingerstyle Blues Guitar
- The Woody Mann Guitar Workshop
- The Guitar of Blind Blake
- The Guitar of Big Bill Broonzy
- Country Blues Guitar Duets (mit Bob Brozman)
- Delta Blues Guitar Duets

## Bücher
- Lisboa, the Music of Woody Mann
- The Gig Bag Book of Alternate Tunings for All Guitarists
- The Anthology of Blues Guitar
- Six Early Blues Guitarists
- The Complete Robert Johnson
- The Roots of Robert Johnson
- Bottleneck Blues Guitar
- The Blues Fakebook

## Lehrkassetten
- The Guitar of Blind Blake
- The Guitar of Big Bill Broonzy
- The Guitar of Lonnie Johnson
- The Early Roots of Robert Johnson